# Teoria delle ombre

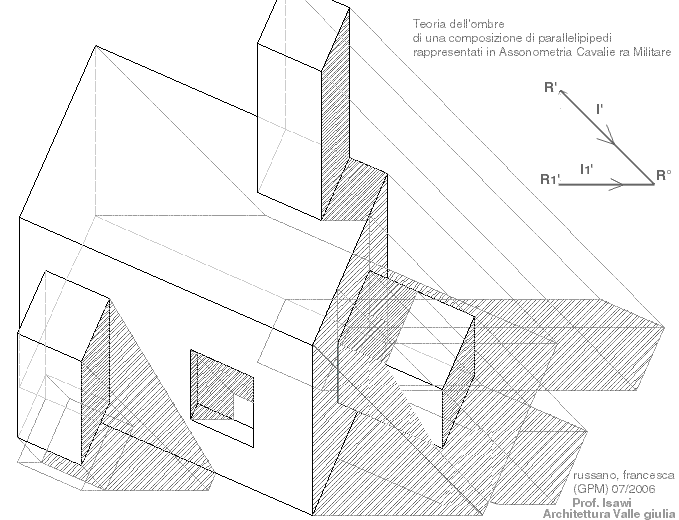
Rappresentazione di un solido in assonometria illuminato da una sorgente luminosa naturale

La teoria delle ombre è una parte della geometria descrittiva che si occupa di rappresentare, oltre ad un solido, l'ombra prodotta dal solido rispetto ad alcune fonti di luce.
Argomento tra i più completi e fondamentali del disegno, la sua osservazione — in natura, ad esempio — permette di comprendere la maggior parte dei concetti della geometria descrittiva, come le classificazioni dei metodi di proiezione, i problemi di incidenza o la corrispondenza biunivoca.

## Concetti fondamentali

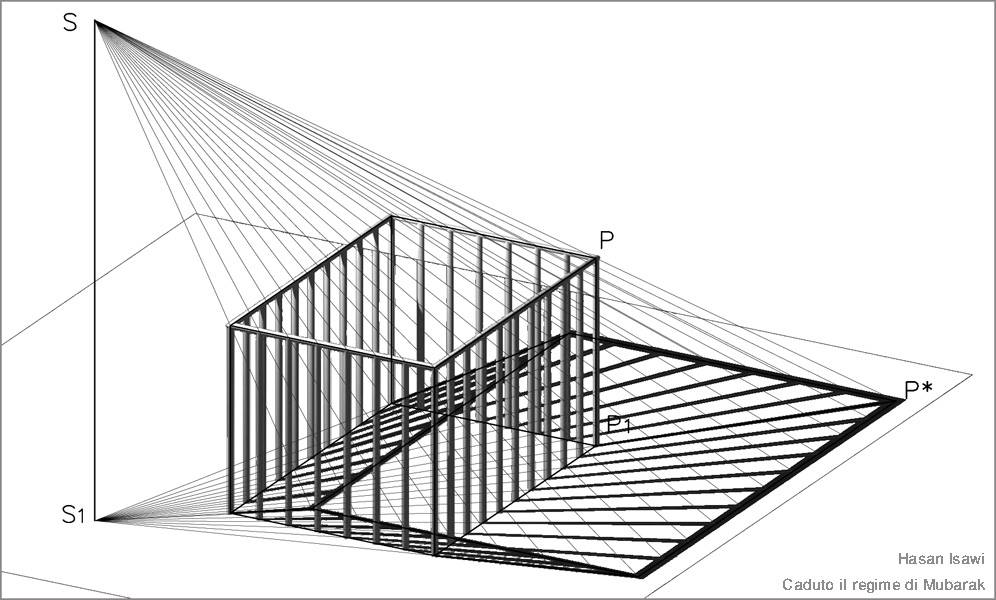
Assonometria di un solido illuminato da una sorgente propria.

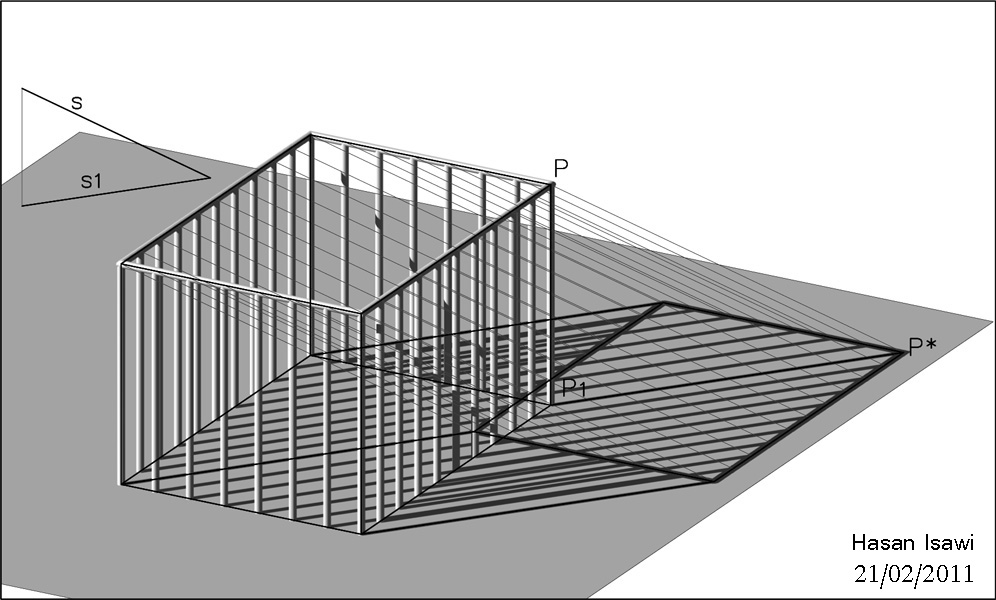
Assonometria di un solido illuminato da una sorgente impropria.

La teoria delle ombre può essere applicata a tutti tre tipi di proiezione: le proiezioni ortogonali, le proiezioni assonometriche e le proiezioni prospettiche.
L'ombra prodotta da un solido viene rappresentata come la proiezione del solido rispetto ai raggi della sorgente luminosa. Se la fonte di luce è puntiforme e posta a distanza finita (dunque approssimabile a una fonte di luce artificiale, come una lampadina) la proiezione segue le regole delle proiezioni centrali e l'ombra risulterà di dimensioni maggiori rispetto alla superficie illuminata. Se la fonte di luce è posta a distanza infinita (dunque approssimabile a una fonte di luce naturale come il Sole) i raggi luminosi vengono considerati paralleli e la proiezione segue le regole delle proiezioni parallele.
La parte della superficie di un solido K non rivolta verso la fonte di luce è l'ombra propria di K; le linee che separano la parte in ombra propria da quella illuminata, si dicono "separatrici di ombra" di K. La proiezione delle separatrici di ombra di K su un altro oggetto o sul piano di appoggio  si dice ombra portata di K. Si dice ombra autoportata se tale proiezione cade sulla stessa superficie di K.
Con riferimento ai problemi di incidenza, l'ombra di un oggetto può essere interpretata come incidenza tra i diversi enti geometrici (tra retta e piano, tra piani, o tra superficie e piano). Ovvero l'ombra può essere interpretata come incidenza di un "ente di luce" (retta, piano o superficie) passante per un "ente oggettivo" (punto, retta, solido) con l'ente che riceve l'ombra (superficie piana o curva).

## Applicazione ai diversi metodi di rappresentazione grafica

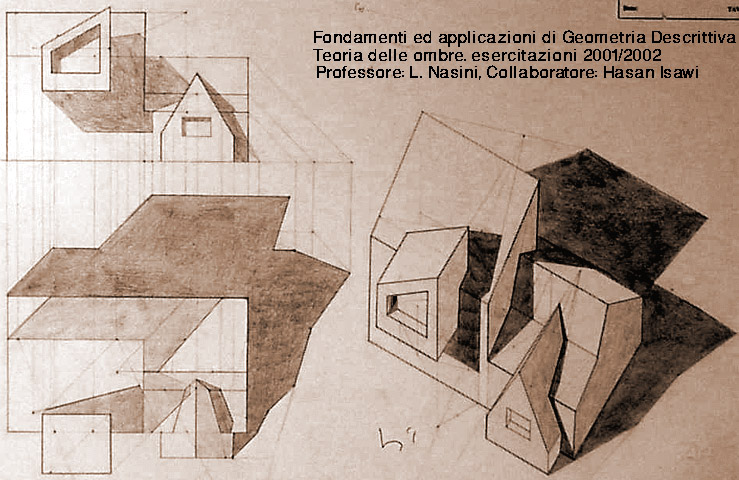
A sinistra teoria delle ombre applicata alle proiezioni ortogonali; a destra applicata all'assonometria cavaliera militare (sorgente luminosa posta all'infinito)

### Applicazione alle proiezioni ortogonali
Nelle proiezioni ortogonali, quando la sorgente luminosa è posta all'infinito, per convenzione, si impongono i raggi luminosi provenienti da sinistra e inclinati con la medesima inclinazione della diagonale del cubo (35°15'53"). In questo modo sia sul piano verticale sia sul piano orizzontale i raggi appaiono inclinati di 45° rispetto alla linea di terra.
Le ombre in proiezione ortogonale aiutano a comprendere meglio lo sviluppo delle planimetrie: per questo motivo vengono talvolta prodotte planivolumetrie, speciali piante in cui viene applicata la teoria delle ombre.

### Applicazione alle proiezioni assonometriche
In assonometria, quando la sorgente luminosa è posta all'infinito, per rappresentare un'ombra è necessario individuare due vettori complanari: il vettore inclinazione r, e il vettore direzione r'. Questi vettori vengono fissati di volta in volta a seconda della resa grafica voluta. L'intersezione tra r passante per un punto P; e r' passante per il punto P' (proiezione di P sul piano orizzontale) determina P*, cioè l'ombra portata del punto P.

### Applicazione alle proiezioni prospettiche
In prospettiva, quando la sorgente luminosa è posta all'infinito, per determinare l'ombra di un solido vanno imposti due centri proiettivi S e S'. S determina l'inclinazione del raggio luminoso passante per il punto di vista, ed è collocato sul quadro prospettico. S' è la proiezione della sorgente luminosa S sulla linea d'orizzonte, e determina la direzione dei raggi luminosi.

## Esempi

### Ombra degli elementi geometrici fondamentali
- l'ombra di un punto P su di un piano α, si determina come punto d'intersezione tra il raggio luminoso l passante per il punto P e il piano α che riceve l'ombra.
- l'ombra di una retta r su un piano α, si determina come retta d'intersezione tra piano di luce λ passante per la retta r e il piano α che riceve l'ombra. Inoltre è da ricordare che per determinare l'ombra di r su α occorrono almeno due punti ombra della retta r sul piano α.
  - Quando la retta r è verticale e α orizzontale, l'ombra r* della retta r coincide con la proiezione sul piano del raggio luminoso
  - quando la retta r è parallela ad α, risulta r* parallela a r
  - quando la retta r coincide con un raggio luminoso, r* è un punto
  - quando la retta r appartiene ad α, r* coincide con r

### Ombra di una conica

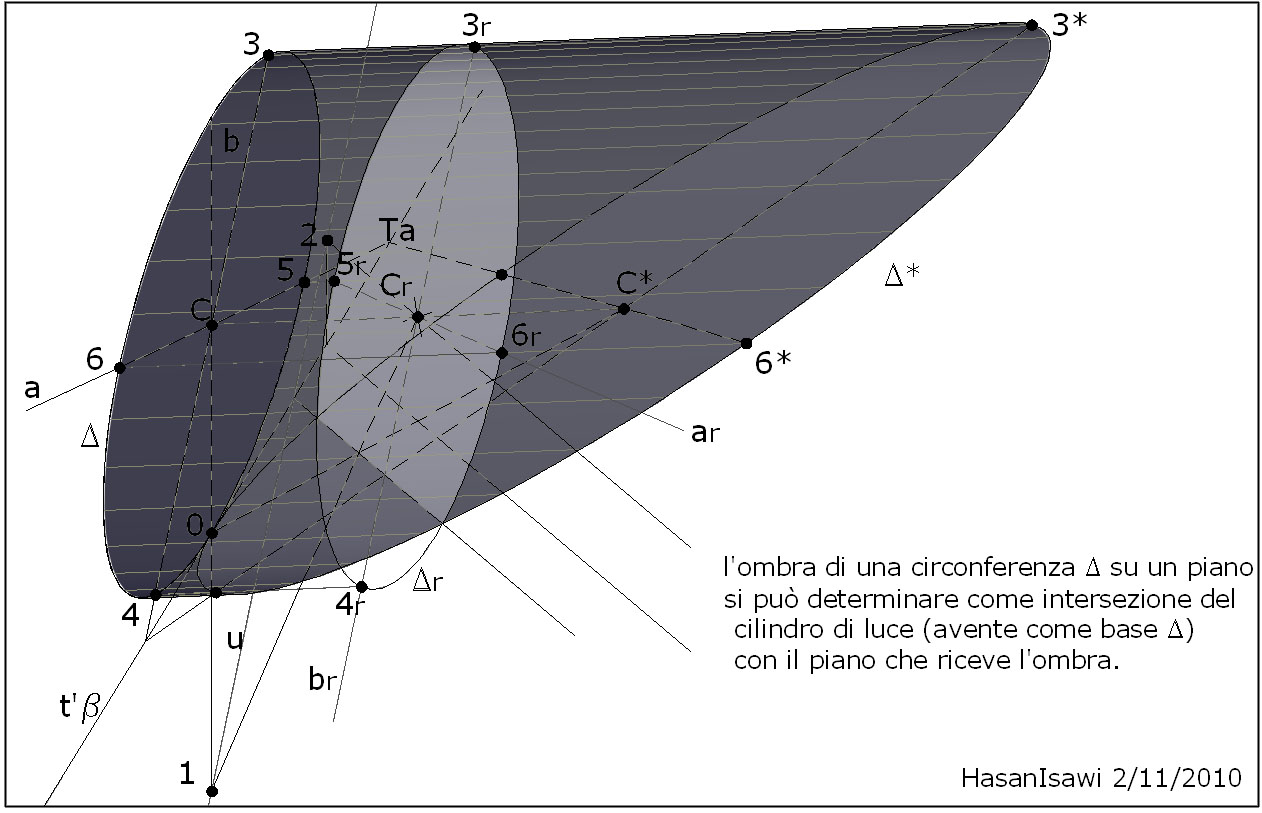
Ombra di un cerchio su un piano inclinato che può essere determinata come intersezione del cilindro luminoso avente come base tale cerchio e come generatrici i raggi luminosi passanti per i punti della circonferenza di base

L'ombra di una conica delta su un piano α, può essere interpretata in due modi:
- quando si ha una sorgente impropria, l'ombra può essere interpretata come la sezione piana di un cilindro quadrico, dove i raggi luminosi fungono da generatrici per il cilindro;
- quando si ha una sorgente impropria, l'ombra può essere interpretata come la sezione piana di un cono quadrico. In entrambi i casi, appena citati, la conica delta funge da base sia per il cilindro sia per il cono.

L'ombra di una conica delta su una quadrica non degenere K, in generale viene interpretata come una quartica intersezione tra un cono luminoso avente come base la conica Delta, con la superficie K che riceve l'ombra.

### Ombra di un punto su una superficie sferica
Ombra propria e portata di una sfera e l'ombra di un punto su di essa, in assonometria cavaliera militare.

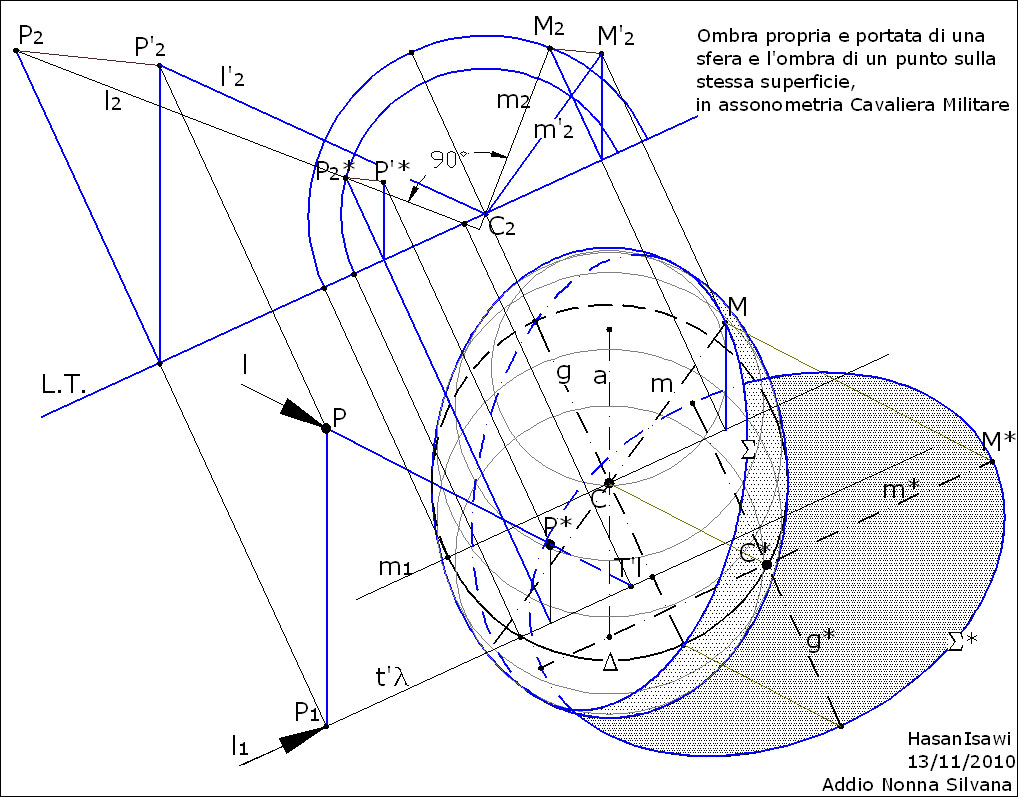
Ombra propria e portata di una sfera e l'ombra di un punto su di essa, in assonometria cavaliera militare

Una volta che abbiamo finito di rappresentare la sfera in assonometria cavaliera militare (vedi figura ) e anche il punto P, e stabilita la direzione del raggio luminoso l e la sua prima proiezione l1, passiamo a determinare in ordine l'ombra del punto P sulla sfera e poi l'ombra propria e portata della sfera.
- L'ombra di un punto P su una sfera si determina come intersezione tra il raggio luminoso passante per P e la sfera. A tale fine si fa passare per il punto P il piano di luce λ: la prima traccia di λ coincide con la prima proiezione l1 del raggio luminoso l. Si determina la sezione circolare Θ tra il piano λ e la sfera. Ma dato che Θ appartiene ad un piano non parallelo al quadro, la sua immagine assonometrica è un'ellisse. La costruzione dell'ellisse richiede diverse costruzioni geometriche, ma per evitarle si può sfruttare la coincidenza tra il quadro con il primo piano di proiezione (orizzontale), eseguendo una proiezione ortogonale su un piano verticale parallelo al piano λ e poi eseguire il ribaltamento sul quadro orizzontale in modo da poter disegnare la circonferenza Θ in vera forma e misura. A tale fine, si stabilisce la linea di terra parallela alla prima traccia di λ; si proiettando i punti d'intersezione della circonferenza equatoriale delta con t'λ, che rappresentano il diametro della circonferenza-sezione Θ; si proietta anche il raggio luminoso l per poter individuare il punto P2ombra come intersezione delle proiezioni di l2 e Θ2, e poi si raddrizza tale punto P2ombra e si porta in assonometria per individuare l'ombra di P sulla sfera.
- Per determinare l'ombra propria della sfera, si tiene in considerazione il fatto che la separatrice di ombra Σ della sfera, appartiene ad un piano α ortogonale al raggio luminoso e passante per il centro della sfera. A tale fine, nella proiezione ausiliaria, si fa passare una retta m2 perpendicolare alla seconda proiezione l2 del raggio luminoso l. La retta m rappresenta la retta di massima pendenza di α. Il punto d'intersezione M2 della retta m2 con il contorno apparente della sfera, rappresenta il punto di massima quota della separatrice d'ombra Σ. Il quale può essere raddrizzato e portato in assonometria. Individuando così il punto M che rappresenta in assonometria un estremo di uno dei due diametri coniugati della separatrice Σ. L'altro diametro g passa per C ed è perpendicolare alla prima proiezione m1 di m. Una volta che si ha due diametri coniugati di un'ellisse Σ, è facile determinarvi gli assi e costruirla (vedi procedimento).

- Per determinare l'ombra portata della sfera, si stabilisce un piano oggettivo δ su cui poggia la sfera nel punto F (estremo inferiore dell'asse a della sfera), e si procede a determinare l'ombra m* g* dei due diametri coniugati della separatrice Σ, che in questo caso rappresentano anche gli assi dell'ellisse Σ* ombra di Σ. Vale la pena dire che l'ombra portata della sfera sul piano delta corrisponde all'intersezione di questo piano delta con un cilindro di rotazione che ha come sezione retta la separatrice d'ombra Σ ed ha come asse il raggio luminoso passante per il centro della sfera.

### Ombra di un punto su una superficie conica

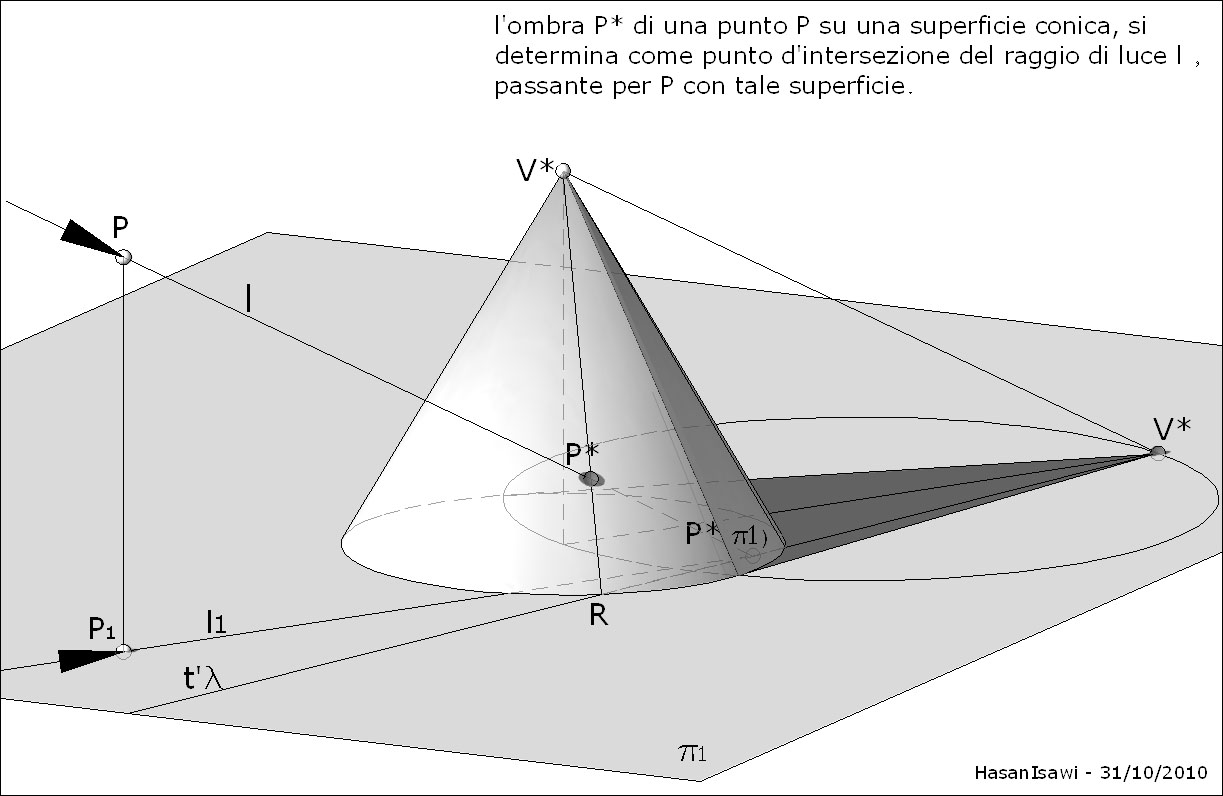
Ombra, con sorgente posta all'infinito, di un punto su un cono di rotazione, in proiezione assonometrica.

L'ombra di un punto P su una superficie si determina come punto d'intersezione P* (leggasi ombra di P) tra il raggio luminoso l, passante per P, e la superficie.
Prima di iniziare trovare in assonometria l'ombra, con sorgente posta all'infinito, del cono e l'ombra del punto P sul piano di base π1 (P*π1).
Per trovare l'ombra del punto P sulla conica non è sufficiente solo il raggio luminoso l ma almeno due piani che con la loro intersezione possano determinare in modo univoco la posizione di l. Uno di essi è il piano passante per l e perpendicolare al piano di base π1, l'altro sarà un piano inclinato passante per l e per il vertice del cono. Tra i tanti piani che intersecano il cono è utile prendere proprio quello passante per il vertice perché è l'unico che intersecando il cono andrà a formare una sezione conica degenere: due segmenti che congiungono il vertice alla base, cioè apotemi nonché generatrici del cono. Il problema generale può essere dunque formulato così: trovare la giacitura del piano λ (in questo caso piano di luce) passante per una retta (raggio luminoso l passante per P) che seziona un cono K secondo due generatrici. 
Per individuare il piano λ sono necessarie due rette complanari. Una di tali rette è il raggio luminoso l. La seconda retta è la prima traccia di λ che giace sul piano di base π1, passa per il punto P*π1 e per il punto ombra del vertice (V*). Quest'ultima retta individua sulla circonferenza di base due punti (uno di questi denominato R nella figura): basterà collegare R al vertice per individuare una delle generatrici del cono.
Una volta determinata una delle due generatrici del cono, è sufficiente individuare il punto d'intersezione P* (ombra di P) tra il raggio luminoso l passante per P e una di queste due generatrici.